# Chaetonotus bifidispinosus
Chaetonotus bifidispinosus is een buikharige uit de familie Chaetonotidae. De wetenschappelijke naam van de soort werd in 1991 voor het eerst geldig gepubliceerd door Tretyakova. De soort wordt in het ondergeslacht Chaetonotus geplaatst.